# دلفین صاف جنوبی
دلفین صاف جنوبی دلفینی کوچک‌جثه و باریک اندام است که در آب‌های سرد و خنک نیمکره جنوبی زندگی می‌کند. این دلفین یکی از دو عضو خانواده صاف‌دلفین‌ها است. عضو دیگر در آب‌های ژرف اقیانوسی نیمکره شمالی یافت می‌شود.

## رده‌بندی
سرده (Lissodelphis) جزیی از خانواده دلفین‌های اقیانوسی است. نام صاف‌دلفین (Lissodelphis) برگرفته از واژه یونانی (lisso) به معنای صاف و (delphis) به معنای دلفین، است. پسوند (peronii) برگرفته از نام فرانسوا پرون، طبیعی‌دان فرانسوی قرن هجدهم که این جانوران را در طی سفری به تانزانیا در سال ۱۸۰۰ میلادی دید، و به یاد این دانشمند گذاشته شده است. نام متداول دیگر این گونه گرازماهی افعی است. دلیل نام‌گذاری دو گونه عضو این سرده به صاف‌دلفین آن است که هر دوی آن‌ها باله پشتی ندارند و بدنشان صاف و یکدست است.

## توصیف
دلفین‌های صاف جنوبی تنها دلفین‌های بی باله پشتی در نیمکره جنوبی هستند. دلفین‌های صاف جنوبی بخش سفید بزرگتری بر شکم و اطراف سر خود نسبت به همنوعان شمالی خود دارند. آن‌ها همچنین کوچک جثه تر از دلفین‌های صاف شمالی اند. آن‌ها بدنی باریک و لاغراندام دارند به رنگ سیاه در پشت و سفید در بخش‌های زیرین. باله‌های کناری این گونه به رنگ سفید، کوچک و انحنادار هستند. آن‌ها ۴۳ تا ۴۹ دندان در هر فک دارند.
محدوده زندگی این دلفین‌ها از آب‌های نزدیک به مناطق گرمسیری آغاز تا آب‌های نزدیک به قطب در نیمکره جنوبی گسترده است. گستره و جمعیت دقیق این جانوران تاکنون زیر بررسی قرار نگرفته است. جمعیت‌های بزرگی از آن‌ها اما در کرانه‌های غربی آمریکای جنوبی و نیوزیلند دیده شده اند. گستره دلفین‌های صاف جنوبی با جریان‌های آب خنک کنار کرانه‌های غربی و جنوبی آفریقا ارتباط دارد و بیشترین تراکم این جانوران در نزدیکی نامیبیا گزارش شده است. این جانور در کنار دیگر آب‌بازانی چون نهنگ خلبان باله‌کوتاه و دلفین سربی دیده شده است. دلفین صاف جنوبی در گروه‌هایی که گاه تا ۱۰۰۰ عضو دارند زندگی می‌کند. میانگین تعداد اعضای یک گروه ۵۲ است. به گل نشستگی انبوه این دلفین‌ها گزارش شده است. 

## یادداشت
1. ↑  Odontoceti
2. ↑  Delphinidae
3. ↑   Lissodelphis
4. ↑  بیشترین میزان گزارش شده ۷۷ عدد بوده است.